# Teodor Tietzen
Teodor Tietzen (ur. 12 sierpnia 1852 w Pabianicach, zm. 24 października 1939 w Łodzi) – łódzki przedsiębiorca pochodzenia niemieckiego.

## Życiorys
Urodził się w Pabianicach 12 sierpnia 1852 roku. Jego rodzicami byli Paul Tietzen oraz Anna z d. Sterlik.
W 1896 roku kupił „folwark Smulsko – 68 mórg i 200 prętów ziemi”, teren na obrzeżach Łodzi –GOŚ zajmuje około 15% (5,5 ha) terenów Tietzena.
9 listopada 1878 roku Tietzen ożenił się z Emilią z Kindermannów. Zmarł 24 października 1939 roku w Łodzi, pochowany na Starym Cmentarzu przy Ogrodowej w części ewangelickiej.